# Серемо (озеро, Фировский район)
Серемо — озеро на севере Тверской области России, на Валдайской возвышенности. Площадь — 19,62 км², длина — 5,1 км, ширина до 4,2 км. Высота над уровнем моря — 222 метра, длина береговой линии 16,4 километра. Наибольшая глубина — 3 метра, средняя глубина 1,8 метра. Происхождение озера моренно-аккумулятивное.
Название — балтийского происхождения. Вместе со своими балтийскими аналогами оно находит широкие параллели в «древнеевропейской» гидронимии (итал. Sermenza, фр. Sermanna, Срем). В конечном итоге эти гидронимы возводятся к пра-и.е. *sermo «река, течение»..
Из южной части озера вытекает небольшая речка Серемуха, впадающая в озеро Селигер и принадлежащая бассейну Волги.
Озеро имеет округлую форму. Берега озера низкие, заболоченные, заросшие лесом. На северо-западном берегу — деревня Хриплы. С западной стороны озера к нему примыкает болото Островное, по площади превосходящее озеро Серемо и тянущееся до границы Новгородской области.
Приблизительно в двух километрах к востоку от Серемо расположены два других больших озера — Граничное и Тихмень, принадлежащие, однако, бассейну Балтийского моря (сток через Граничную и Шлину). Между Серемо и Граничным, таким образом, проходит водораздел бассейнов Волги и Балтийского моря. Серемо и Граничное соединяет узкий искусственный канал со слабым течением в сторону Граничного (уровень озера Серемо на метр выше), являющийся вторым стоком озера Серемо.
Озеро пользуется популярностью у рыбаков, однако меньшей чем соседние озёра из-за удалённости от дорог и затруднённости подхода.